# ブレイド式チェーン駆動弁装置

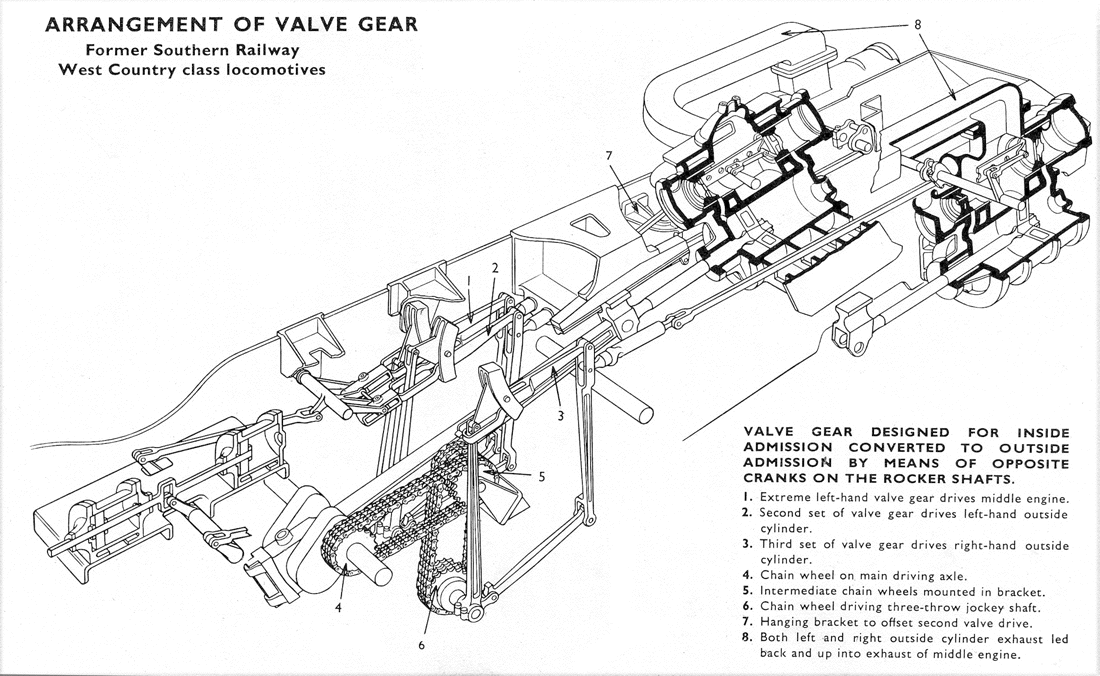
構造図

ブレイド式チェーン駆動弁装置（ブレイドしきチェーンくどうべんそうち）は、蒸気機関車用弁装置の一つで、オリバー・ブレイド (Oliver Bulleid) が第二次世界大戦中自身の設計するパシフィック形蒸気機関車で用いるために設計したものである。この弁装置はイギリスのサザン鉄道独特であり、最低限の保守で動作する小型かつ高効率の設計を指向する自動車での経験を基礎とするものであった。

## 動作原理
オリバー・ブレイドは、そのマーチャントネイビークラス、ウェストカントリーおよびバトルオブブリテンクラスに、三気筒による三軸ある動軸の第二軸を駆動する設計を採用したが、この際、別個の弁装置を有する三気筒に従来から用いられている内側弁装置に必要な空間を確保できない、という問題を解決する必要があった。
そこでブレイドは、全体が密閉容器に十分収まる小型ワルシャート式弁装置の新規設計を試みた。三つの弁装置の動力は、三連チェーンと遊び歯車を介して駆動される追加の三連クランク軸から取り出された。このクランク軸は偏心ロッドとコンビネーションレバーの両方を駆動し、外側給気式のピストンバルブを動かした。 一気筒につき二つあるバルブヘッドは二重梁構造で接続されており、その梁の中間、バルブヘッドの中点にある垂直ロッキングシャフトにより、先頭側バルブヘッド直後の軸を中心に駆動される。これらの駆動部分は、シールされたオシレーティングシャフトにより駆動されるが、全体が排気側蒸気室内で動作する。バルブ面外側給気の利点は最高圧力にある体積が完全にシールされ、蒸気洩れの心配がないことである。
弁装置と内側連結棒は主台枠間に設置された垂直の鋼箱よりなる油槽に入れられている。油槽の底には2インチ(50 mm) 程の深さで油が入れられ、内側ビッグエンドが油を跳ねあげるとともにポンプにより弁装置各所の軸へと油が散布される様になっている。この機構自体は内燃機関で実用化されていたものの借用であり、蒸気機関での利用もセンチネル・ワゴン・ワークスで確立されたものであって、特に革新的というわけではなかった。この機構は可動部分への日々の給油を不要のものとし、10万マイル（16万キロメートル） にわたって点検することなく走行可能だと考えられていた。それ故、ブレイドのリーダークラスで用いられた改修版はあるものの、この機構がずっと用いられるものと考えられていた。

## 問題点
しかし、実際には、この機構には多くの欠点があった。溶接が不適切だったため、油槽に亀裂が発生した。水蒸気の凝集により腐食が発生し、密封が不適切だったため油洩れが発生し、その結果空転と火災を招いた。バルブタイミングは予測不能であった。これはチェーンの伸びによるものと考えられたが、伸びはブレイドの設定した許容範囲に収まっていた。よりありそうな原因は一連のレバー類の幾何学的な比率の問題、特に、バルブを駆動する最後のロッカーアームが、駆動距離の大きいピストンバルブを駆動するユニオンリンクに、「小型化」された弁装置の限られた動きしか伝達していなかったことである。この「アンチレバー」単体では正確なバルブタイミングの確保は困難であり、駆動機構に応力を生ずることになった。ピン接合部の摩耗はこの精度不足を助長し、チェーンの摩耗は問題の原因というよりはむしろ結果であった。イーストレイ (Eastleigh) 式の蒸気逆転器が予測不能な動作をすることが事態をさらに複雑化した。蒸気室に圧力ゆらぎがある状態でこの逆転器が誤動作すると、機関車は全く制御不能である様に思われた。たとえば、逆転器が全速前進となると、弁装置の誤差から中央シリンダーのバルブが設計上の動作範囲を越えてしまうのであった。この結果、機関車は軛を解かれた競走馬の如く、石炭を大量に消費し、煙突から火種を撒き散らし、高速空転の危険を冒すこととなった。
この複合的問題の故に、この弁装置は最終的には三組のワルシャート式弁装置を伝統的な方法で用いる方式で置き換えられた。